# Castiglione d'Adda
Castiglione d’Adda (Castiòn en dialecte lodi) est une commune italienne d'environ 4 514 habitants (2024), située dans la province de Lodi, dans la région Lombardie, dans le Nord de l’Italie.

## Géographie

### Communes limitrophes
Les communes limitrophes de Castiglione d'Adda sont : Bertonico, Formigara, Gombito, Camairago, Terranova dei Passerini

### Localisation
Castiglione d’Adda se situe à l’embouchure du Canale della Muzza dans l’Adda.
Selon l'ISTAT, le territoire communal comprend le centre habité de Castiglione d'Adda et le hameau de Cascinette

## Histoire
À l'époque romaine, une branche secondaire de la voie Mediolanum-Placentia passait par Castiglione d'Adda ; elle se détachait de Laus Pompeia (Lodi Vecchio) et rejoignait Crémone.
Possession de l'évêque de Lodi vers l'an 1000, la localité fut impliquée, au Moyen Âge, dans les conflits entre Milanais et Lodigiens. Concédée en fief aux Fissiraga en 1389, elle appartint ensuite aux Fieschi, aux Pallavicino de Busseto, puis, de 1581 à 1602, aux comtes Serbelloni.
En 1863, la commune adopta officiellement le nom de Castiglione d'Adda, afin de se distinguer d'autres localités homonymes.
Le nom ancien dériverait de castrum legionis (camp militaire) ou de castrum Stiliconis (en référence à Stilicon, général romain).

## Culture locale et patrimoine

### Lieux et monuments
La principale œuvre architecturale est le château (devenu ensuite le palais Pallavicino Serbelloni), de plan rectangulaire, avec des tours d’angle et une façade en bossage datant du XVIe siècle.
On peut également mentionner l’église paroissiale de l’Assomption, datant du XVIe siècle mais restaurée au XIXe siècle, ainsi que l’église de la Bienheureuse Vierge Couronnée, construite au XVe siècle et remaniée par la suite. Son magnifique clocher abrite cinq cloches accordées en si² majeur, fondues en 1972 par l’entreprise Paolo Capanni de Castelnovo ne' Monti, dans la province de Reggio d'Émilie. Elles ont été restaurées il y a quelques années par une entreprise ligure, qui assure actuellement la gestion électronique des cloches et des horloges.

### Symboles
Les armoiries et le gonfalon de la commune de Castiglione d'Adda ont été accordés par décret du Président de la République le 27 juillet 1972,.

#### Blason
Les armoiries de Castiglione d'Adda se blasonnent ainsi : 
D'azur, à la tour crénelée de gueules, ouverte et ajourée du champ. Ornements extérieurs de commune.

#### Gonfalon
Drapeau d'azur, richement orné de broderies d'argent et chargé des armoiries décrites ci-dessus avec l'inscription centrée en argent : "Commune de Castiglione d'Adda". Les parties métalliques et les cordons sont en argent. La hampe verticale est recouverte de velours de la couleur du drap, avec des clous argentés disposés en spirale. La flèche porte les armoiries de la commune et, sur sa tige, est gravé le nom. Cravate et rubans tricolores aux couleurs nationales frangés d'argent.

## Administration
| Période                                  | Période | Identité | Étiquette | Qualité |
| ---------------------------------------- | ------- | -------- | --------- | ------- |
|                                          |         |          |           |         |
| Les données manquantes sont à compléter. |         |          |           |         |

## Autres images

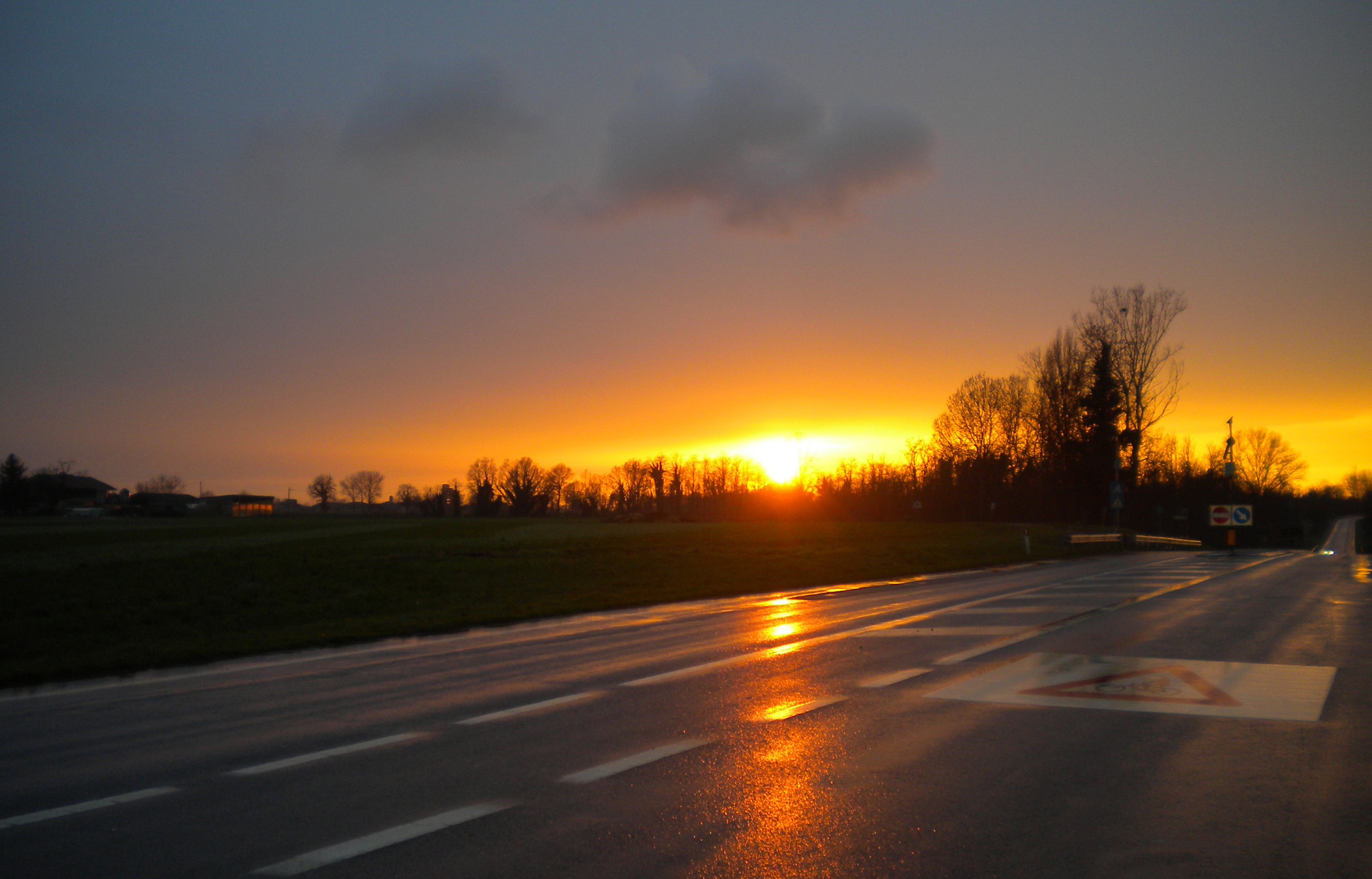
Coucher de soleil à la sortie du village